# ハイポサイクロイド
- 数学 > 幾何学 > 曲線 > 輪転曲線（英語版） > トロコイド > ハイポサイクロイド

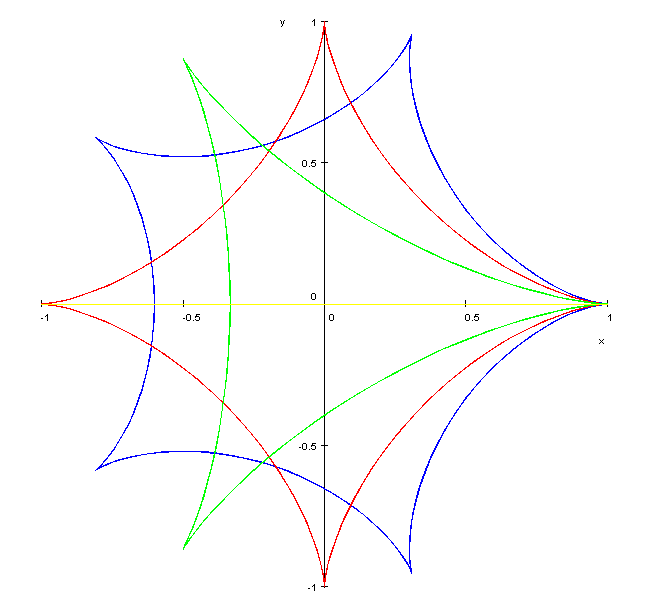
ハイポサイクロイド
(r_{c} = 1, r_{m} = 1/2（黄）, 1/3（緑）, 1/4（赤）, 1/5（青）)

ハイポサイクロイド（英語: hypocycloid）とは、定円に内接しながら円が滑らずに回転するときの円周上の定点の軌跡をいう（→生成アニメーション）。内サイクロイド、内擺線（ないはいせん）とも呼ばれる。ハイポサイクロイドは内トロコイドの一種と見なすことができる。
定円の半径を rc、動円の半径を rm、回転角を θ、ただし rc > rm > 0  とすると、ハイポサイクロイドの媒介変数表示は
{\displaystyle {\begin{cases}x=(r_{\mathrm {c} }-r_{\mathrm {m} })\cos \theta +r_{\mathrm {m} }\cos \left({\dfrac {r_{\mathrm {c} }-r_{\mathrm {m} }}{r_{\mathrm {m} }}}\theta \right),\\[2ex]y=(r_{\mathrm {c} }-r_{\mathrm {m} })\sin \theta -r_{\mathrm {m} }\sin \left({\dfrac {r_{\mathrm {c} }-r_{\mathrm {m} }}{r_{\mathrm {m} }}}\theta \right).\end{cases}}}
定円と回転する円の半径の比が 2:1 のとき定円の直径、3:1のときデルトイド、4:1 のときアステロイドとなる。